# Rue Alexandre-Charpentier
La rue Alexandre-Charpentier est une voie située dans le quartier des Ternes du 17e arrondissement de Paris, en France.

## Situation et accès
Longue de 120 mètres, elle commence place Jules-Renard et finit 23, boulevard de l'Yser.
Le quartier est desservi par la ligne 3 à la station Porte de Champerret.

## Origine du nom

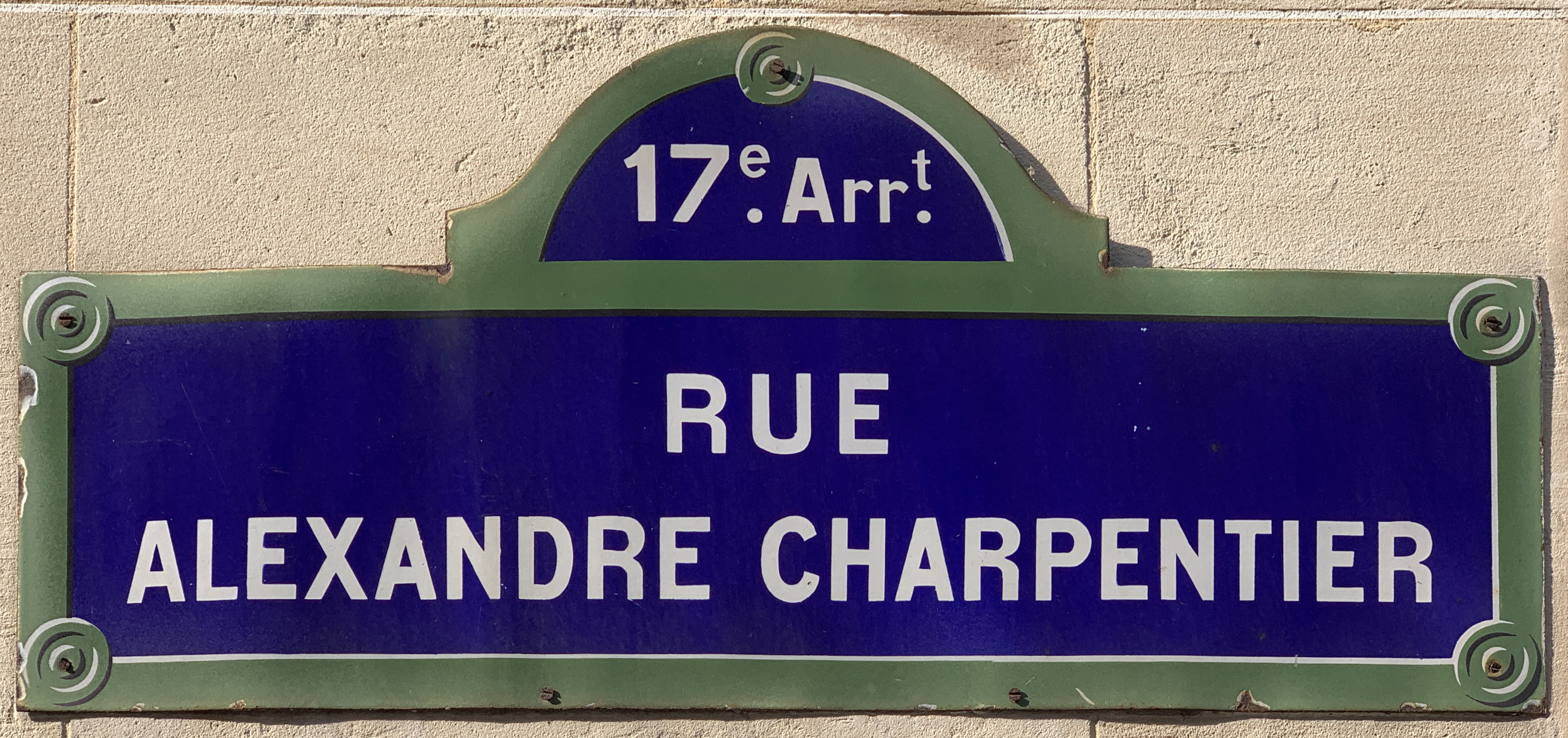
Plaque de la rue.

Elle porte le nom du sculpteur et graveur Alexandre Charpentier (1856-1909). 

## Historique
Cette rue est ouverte en 1928 sur l'emplacement du bastion no 49 de l'enceinte de Thiers et prend sa dénomination actuelle l'année suivante.
Elle a été classée en 1932.